# Episodi di Sense8 (prima stagione)
La prima stagione della serie televisiva Sense8, composta da 12 episodi, è stata pubblicata dal servizio di streaming on demand Netflix il 5 giugno 2015.
In Italia, la stagione è stata resa disponibile su Netflix il 22 ottobre 2015, con l'arrivo della piattaforma nel paese.
Al termine di questa stagione esce dal cast principale Aml Ameen.
| nº | Titolo originale                                   | Titolo italiano                                                   | Pubblicazione originale | Pubblicazione Italia |
| -- | -------------------------------------------------- | ----------------------------------------------------------------- | ----------------------- | -------------------- |
| 1  | Limbic Resonance                                   | Risonanza limbica                                                 | 5 giugno 2015           | 22 ottobre 2015      |
| 2  | I Am Also a We                                     | Io sono anche noi                                                 | 5 giugno 2015           | 22 ottobre 2015      |
| 3  | Smart Money Is on the Skinny Bitch                 | La stronzetta pelle e ossa è la favorita                          | 5 giugno 2015           | 22 ottobre 2015      |
| 4  | What's Going On?                                   | What's Going On?                                                  | 5 giugno 2015           | 22 ottobre 2015      |
| 5  | Art Is Like Religion                               | L'arte è come la religione                                        | 5 giugno 2015           | 22 ottobre 2015      |
| 6  | Demons                                             | Demoni                                                            | 5 giugno 2015           | 22 ottobre 2015      |
| 7  | W. W. N. Double D?                                 | C.F.N.D./Cosa farebbe Nancy Drew?                                 | 5 giugno 2015           | 22 ottobre 2015      |
| 8  | We Will All Be Judged by the Courage of Our Hearts | Alla fine saremo tutti giudicati per il coraggio dei nostri cuori | 5 giugno 2015           | 22 ottobre 2015      |
| 9  | Death Doesn't Let You Say Goodbye                  | La morte non ti lascia dire addio                                 | 5 giugno 2015           | 22 ottobre 2015      |
| 10 | What Is Human?                                     | Cosa rende umani?                                                 | 5 giugno 2015           | 22 ottobre 2015      |
| 11 | Just Turn the Wheel and the Future Changes         | Gira quel volante e il futuro cambierà                            | 5 giugno 2015           | 22 ottobre 2015      |
| 12 | I Can't Leave Her                                  | Non posso lasciarla                                               | 5 giugno 2015           | 22 ottobre 2015      |

## Risonanza limbica
- Titolo originale: Limbic Resonance
- Diretto da: The Wachowskis
- Scritto da: The Wachowskis e J. Michael Straczynski

### Trama
Una donna di nome Angelica dà vita alla connessione psichica tra otto persone in tutto il mondo, prima di uccidersi per evitare di essere catturata da un uomo che le sta dando la caccia. Gli otto sperimentano l'inizio della loro connessione psichica l'uno con l'altro, ascoltando ciò che gli altri sentono e vedendo ciò che vedono gli altri. Riley si trova invischiata nel mondo della droga di Londra quando incontra un potente trafficante di nome Nyx. Sun affronta il sessismo nell'azienda di suo padre. Il business dei Matatu di Capheus sta fallendo. Lito rifiuta le avances sessuali di una sua co-protagonista, dicendole che è innamorato di un'altra persona. Nomi trascorre il tempo con la sua fidanzata Amanita, ricordando che si innamorò di lei quando Amanita la difese dalla discriminazione transgender. Kala sta per sposare Rajan, un uomo che non ama. Will porta all'ospedale un giovane gangster colpito da un'arma da fuoco. Wolfgang e il suo migliore amico Felix rubano diamanti che il cugino di Wolfgang, Steiner, aveva in programma di rubare. Riley appare a Will nella chiesa in cui si uccise Angelica e Will decide di indagare. Il fidanzato di Riley tenta di derubare Nyx e la lotta che ne segue termina con Riley come unica sopravvissuta.
- Guest star: Max Mauff (Felix Berner), Ness Bautista (Diego Morales), Joseph Mawle (Nyx), Paul Ogola (Jela), Christian Oliver (Steiner Bogdanow), Matt Stokoe (Jacks).
- Altri interpreti: William Burke (Deshawn), Felicia Fields (Capo infermiera), Margot Thorne (Sara Patrell), Maxwell Jenkins (Will Gorski da bambino), Katrin Sara Olafsdottir (Riley Blue da bambina), Edward Ashley (Nocker), Chichi Seeii (Shiro), Margaret Akech (Donna anziana), Godfrey Ojiambo Muyungi (Passeggero), TK Kitana (Venditore ambulante), Sylvester Groth (Sergei Bogdanow), Marina Weis (Moglie di Sergei Bogdanow), Matthew Burton (Dunkle), Rainer Reiners (Sacerdote), Viola Meinecke (Insegnante), Bernhard Schütz (Anton Bogdanow), Rafaela Da Silva (Natalie), Lenius Jung (Wolfgang Bogdanow da bambino), Wolfgang Lindner (Guardia del corpo di Sergei Bogdanow), Georg Ebinal (Guardia del corpo di Steiner Bogdanow), Ari Brickman (Regista), Cassandra Sánchez Navarro (Suora), Arnoldo Picazzo (Padre), Rocío García (Truccatrice caposquadra), Jerónimo Best (Assistente alla regia), Lee Ki-chan (Joong-Ki Bak), Heon Tae Jeon (Yuen Tan-Wu), Hana Hwang (Assistente di Sun Bak), Sean Dorsey (Sean), Jamison Green (Jamison), Shawna Virago (Shawna), Tina D'Elia (Lesbica #1), Jeanette Aguilar (Lesbica #2), Max Kelly (Lesbica #3), Tino Rodriguez (Fata verde), Virgo Paraiso (Fata viola).

## Io sono anche noi
- Titolo originale: I Am Also a We
- Diretto da: The Wachowskis
- Scritto da: The Wachowskis e J. Michael Straczynski

### Trama
Nomi sviene dopo aver scorto Jonas in mezzo alla folla a lato della parata dove stava sfilando a bordo di una motocicletta insieme ad Amanita. 
Si risveglia in ospedale, in compagnia della acida madre e della dispiaciuta sorella, e le viene diagnosticato l'L.S.U., una malformazione del cervello che porta alla follia e alla morte in breve tempo.  
Anche se non vuole essere operata, Nomi si trova imprigionata in ospedale, legata al letto e chiusa a chiave dentro la stanza, in attesa dell'operazione e crede di avere le allucinazioni quando Jonas le fa visita per metterla in guardia sul Dr. Metzger.
Quando sta per perdere la speranza e convincersi che è malata, Amanita le telefona e le promette che farà di tutto per farla scappare e le conferma che Jonas esiste veramente e che sta succedendo qualcosa di strano, ma non nel suo cervello.
Dopo aver presenziato alla prima di un suo film, Lito cerca di far capire alla signorina Velàzquez che non potranno mai essere più che amici dato che ama già qualcuno, ma lei non cede e si presenta a casa sua scoprendo che la persona che ha rapito il cuore di Lito è Hernando e si propone come “fidanzata ufficiale” per nascondere al pubblico la vera relazione di Lito.
Kala festeggia il suo fidanzamento con Rajan Rasal, con balli e musica al cospetto della famiglia e amici, e al termine, mentre passeggia per schiarirsi le idee, si connette inconsapevolmente con Wolfgang; entrambi credono di avere solo delle allucinazioni, anche se sentono una strana connessione. 
Will continua a indagare su Angelica e la chiesa nel quale l'ha vista uccidersi e scopre che una parte dei filmati che hanno registrato quella notte sono state manomessi, e dalle registrazioni mancano alcune ore.   
A causa di una forte emicrania, Will va al supermercato per cercare qualcosa che la allievi, ma incontra Jonas che cerca di spiegargli la vita del sense8. Sa delle sue emicranie, conosce il suo nome e sa che Angelica si è uccisa, ma non riesce a convincere Will che non è pericoloso, ma un amico. 
Inizia un inseguimento particolare, dove si spostano mentalmente da una macchina all'altra attraverso la connessione che hanno creato e, anche se Will capisce che non tutto ciò che Jonas sta dicendo è folle, dato che lo sta vivendo in quel momento, gli va comunque addosso con l'auto fermandolo.
- Guest star: Purab Kohli (Rajan Rasal), Ness Bautista (Diego Morales), William Burke (Deshawn), Sandra Fish (Janet Marks), Alfonso Herrera (Hernando Fuentes), Eréndira Ibarra (Daniela Velázquez), Adam Shapiro (Dottor Metzger).
- Altri interpreti: Ron Dean (Duke), Cedric Young (Amico #1), Danny Goldring (Amico #2), Howie Johnson (Miller), Larry Clarke (Capitano di polizia), Kevin R. Kelly (Agente Stiles), Maxwell Jenkins (Will Gorsky da bambino), Eddie Martinez (Assistente), Darshan Jariwala (Manendra Rasal), Natasha Rastogi (Priya Dandekar), Huzane Mewawala (Daya Dandekar), Mita Vasisht (Sahana Rasal), Shruti Bapna (Devi), Amy Mußul (Anja), Max Mauff (Felix Berner), Wanja Götz (Teppista), Avantika Akerkar (Zia Ina), Dilnaz Irani (Collaboratore al laboratorio #1), Palomi Ghosh (Collaboratore al laboratorio #2), Irene Azuela (Cristina), Annie Munch (Teagan Marks), Tara Mallen (Infermiera diurna), Hanna Dworkin (Infermiera chirurgica), Mahasin Munir (Lola).

## La stronzetta pelle e ossa è la favorita
- Titolo originale: Smart Money Is on the Skinny Bitch
- Diretto da: The Wachowskis
- Scritto da: The Wachowskis e J. Michael Straczynski

### Trama
A Seul, Sun non risponde alle continue telefonate del direttore della banca mentre controlla, sempre più preoccupata, i conti dell'azienda segnati in una cartellina rossa che tiene in cassaforte. Non trovando soluzioni cerca di parlare con il padre, titolare della società, ma senza successo. Decide quindi di schiarirsi le idee nel modo che le viene meglio: con un combattimento sul ring. A Nairobi, Capheus, insieme all'amico Jela, va in città per comprare le medicine per la madre malata di HIV. Medicine difficili da trovare e molto costose, ma grazie all'amico Jela riesce nell'intento. Soddisfatti tornano a casa sul loro pullman, il Van Damme, e fanno una fermata straordinaria per poter prendere altri passeggeri e guadagnare qualche soldo in più, ma cadono in un'imboscata dei Super Power che rapinano tutti i passeggeri, compreso Capheus. Dopo i primi attimi di sconforto, Capheus decide di seguirli per riprendersi le medicine. Nello stesso momento, a Seul, Sun partecipa a un match di arti marziali e, mentre lotta sul ring, entra in connessione con Capheus e lo aiuta a combattere e vincere contro i Super Power. A Città del Messico, Daniela chiede a Lito e a Hernando di poter rimanere a casa loro perché, fino a quando la situazione non si cheta, deve stare lontano dal suo ex fidanzato, ma Joaquin si presenta sul set del film di Lito e lo invita a pranzo per chiedergli se rende felice la sua Daniela. Lito afferma che Daniela è felice, ma non è la risposta che Joaquin voleva sentire.
- Guest star: Paul Ogola (Jela), Raúl Méndez (Joaquin Flores), Alfonso Herrera (Hernando Fuentes), Eréndira Ibarra (Daniela Velázquez), Frank Dillane (Shugs), Nicôle Lecky (Bambie), Kamau Wa Ndungu (Signor Fanculo), Adam Shapiro (Dottor Metzger).
- Altri interpreti: Ari Brickman (Regista), Cassandra Sánchez Navarro (Suora), Adriana Leal (Attrice), Rocío García (Truccatrice caposquadra), Jerónimo Best (Assistente alla regia), Chichi Seii (Shiro), Gabriel Ouma (Capheus Onyango da bambino), Margaret Akech (Donna anziana), Tabu Gatere (Giovane donna), Judy Karani (Fidanzata di Githu), Lwanda Jawar (Capo della gang Superpower), Biko Nyongesa (Membro della gang Superpower #2), Derrick Assetto (Membro della gang Superpower #4), Kristján Kristjánsson (Gunnar), Katrin Sara Olafsdottir (Riley Blue da bambina), Hye Hwa Kim (Mi-Cha), Jane Lee (Sun Bak da bambina), Hana Hwang (Assistente di Sun Bak), Jung Yeon (Assistente di Kang-Dae), Steve Sang-Hyun Noh (Autista di Sun Bak), Kay Nam Myung (Istruttore di Sun Bak), Tony Hong (Arbitro), Jade-Eleena Dregorius (Controfigura di Sun Bak), Kai Fung Rieck (Avversario), Doo-hong Jung (Istruttore dell'avversario), Kevin R. Kelly (Agente Stiles), Suzanne Lang (Infermiera), Margot Thorne (Sara Patrell), Maxwell Jenkins (Will Gorsky da bambino), Hanna Dworkin (Infermiera chirurgica), Antonio St. James (Inserviente #1), Jeffery A. Wilds (Inserviente #2), Sothida Berry (Anestetista), Purab Kohli (Rajan Rasal), Darshan Jariwala (Manendra Rasal), Shruti Bapna (Devi), Deepjyoti Das (Ispettore di droga), Dilnaz Irani (Collaboratore al laboratorio #1), Palomi Ghosh (Collaboratore al laboratorio #2).

## What's Going On?
- Titolo originale: What's Going On?
- Diretto da: Tom Tykwer
- Scritto da: The Wachowskis e J. Michael Straczynski

### Trama
La notizia di come Capheus ha battuto i Super Power si diffonde per il paese che lo soprannomina Van Damn e riempie il suo pullman di passeggeri, ma mentre si dirigono in città vengono fermati da poliziotti corrotti che lo portano in mezzo alla foresta dove lo attende Silas Kabaka, un boss locale, che gli propone di lavorare per lui in cambio di medicine per la madre. Nel frattempo a Berlino, Wolfgang festeggia con Felix la vendita di metà dei diamanti al signor Abraham. I due amici, dopo aver comprato scarpe nuove, vanno in un locale a ballare e si divertono al karaoke dove Wolfgang canta la canzone What's Up?. Mentre canta si connette a Kala e cantano insieme la canzone guardandosi negli occhi. A Seul, Sun attende il padre in ufficio per potergli parlare, dato che non ci riesce in altro modo, e lo rende partecipe delle appropriazioni indebite di Joong-Ki, il fratello di Sun, a danno dell'azienda e dei clienti. Il padre le chiede di portare il fratello in ufficio per trovare una soluzione ed evitare lo scandalo. Sun lo trova in un sex club e lo invita a seguirla dal padre che li attende in ufficio. Il padre gli fa capire che sarà arrestato e getterà nel fango il lavoro di una vita per la sua incapacità di essere un uomo. Joong-Ki piange chiedendo una soluzione che arriva da Sun: si dichiarerà colpevole degli errori del fratello per evitare lo scandalo e salvare il fratello e la compagnia. Sun si fa una doccia mentre ripensa al passato, alla madre, al padre e canta What's Up?.  Will nel frattempo cerca di incontrare Jonas, che è stato trasferito in una prigione di massima sicurezza per terroristi. Prova a far leva sull'amicizia di una guardia con suo padre, ma senza risultato. Ma Jonas gli fa visita e gli spiega che il fatto di vedersi e toccarsi si chiama visitazione e avviene tra senzienti che hanno avuto un contatto visivo. Si toccano e Will vede la cella nel quale è imprigionato Jonas sentendone il freddo delle piastrelle e il profumo nell'aria, come se fosse realmente all'interno della cella, ma viene interrotto dai poliziotti che lo invitano a uscire. Seduto in macchina, mentre cerca di riavere un contatto con Jonas, sente Nomi che urla di salvarla e, concentrandosi, riesce e vederla in ospedale mentre la portano in sala operatoria. Will riesce a connettersi con Nomi e la libera dalle manette che la tengono legata. Nomi, grazie a Amanita che la attende nei corridoi, riesce finalmente a scappare dall'ospedale. Si abbracciano in taxi e Nomi ammette di non riuscire a togliersi dalla testa la canzone What's Up? e, mentre lo dice, si connette con Riley che la sta ascoltando seduta al parco a Londra.
- Guest star: Kyong Young Lee (Kang-Dae), Lee Ki-chan (Joong-Ki Bak), Hye Hwa Kim (Mi-Cha), Purab Kohli (Rajan Rasal), Alfonso Herrera (Hernando Fuentes), Eréndira Ibarra (Daniela Velázquez), Max Mauff (Felix Berner), Peter King Mwania (Silas Kabaka), Paul Ogola (Jela), Georg Tryphon (Abraham), Adam Shapiro (Dottor Metzger), Kyle T. Heffner (Tenente Duncan).
- Altri interpreti: Don Lee (Buttafuori #1), Yoon Heon Jung (Buttafuori #2), Jane Lee (Sun Bak da bambina), Heon Tae Jeon (Yuen Tan-Wu), Steve Sang-Hyun Noh (Autista di Sun Bak), Chichi Seii (Shiro), Margaret Akech (Donna anziana), Tom Osongo (Passeggero 2), Harry Ebale (Poliziotto al blocco stradale), Abel Amunga (Autista di Silas Kabaka), Kristján Kristjánsson (Gunnar), Bernhard Schütz (Anton Bogdanow), Harvey Friedman (Sommelier), Lenius Jung (Wolfgang Bogdanow da bambino), Viola Meinecke (Insegnante), Ellen Metzler (Ragazza del karaoke), Annina Nusko (Venditrice), Darshan Jariwala (Manendra Rasal), Huzane Mewawala (Daya Dandekar), Kaizad Kotwal (Organizzatore di matrimoni 1), Rajesh Khera (Organizzatore di matrimoni 2), Chandarmohan Khanna (Guru Yash), Frank Dillane (Shugs), Nicôle Lecky (Bambie), Hanna Dworkin (Infermiera di chirurgia), Sandra Fish (Janet Marks), Antonio St. James (Inserviente), Jeffery A. Wilds (Inserviente 2), José Antonio García (Guardia Greg), Khary Moye (Responsabile della sicurezza), Deanna Reed (Infermiera di sala), Sothida Berry (Anestetista).

## L'arte è come la religione
- Titolo originale: Art Is Like Religion
- Diretto da: James McTeigue
- Scritto da: The Wachowskis e J. Michael Straczynski

### Trama
Sun si sveglia spossata a causa di quel periodo del mese e, senza accorgersene, si connette con Lito che risente anche di lui dei sintomi sentendosi gonfio e stanco e si mette a piangere sul set. E per la prima volta si vedono mentre Lito ha una crisi isterica e Sun una di pianto, crisi che entrambi negano di avere. Wolfgang viene chiamato da suo zio, che gli chiede se sa qualcosa dei diamanti rubati e gli fa capire che non sopporta quando il figlio piagnucola e vuole che ammetta di essere il colpevole, ma Wolfgang non ammette nulla e fa finta di essere all'oscuro di tutto. Racconta l'incontro con lo zio a Felix mentre sono in un locale e, quando va in bagno, si connette con Kala, ma non si vedono, si sentono soltanto. Si cercano, ma vengono interrotti da Felix e la zia di Kala. Capheus si connette con Riley a Londra e assaggia il tè inglese mentre si dirige verso il luogo in cui deve consegnare lo zaino che gli ha dato Silas, ma glielo rubano e lui insegue i ladri per riprenderselo.  Spacca il finestrino della loro auto e fugge per poter consegnare lo zaino a Silas. Quando glielo consegna, scopre che stava trasportando solo due noci di cocco. Era una prova che ha superato e grazie al quale Silas gli dà le medicine per la madre e lo assume per trasportare qualcosa di molto importante per il boss. Mentre Capheus torna a casa si connette con Sun che cammina per le strade di Seul e la riconosce come lo spirito di Jean-Claude che lo ha salvato con i Super Power. Entrambi devono decidere se aiutare se stessi o i loro famigliari, consapevoli di aver fatto entrambi la promessa di difenderli sempre, a qualsiasi costo. Sun decide di difendere la sua famiglia e affida il suo cane al suo maestro per potersi consegnare alle autorità e si connette con Kala, che si sta per sposare. Anche lei ha i dubbi sulla scelta che sta facendo, ma sorride al suo futuro sposo e insieme compiono i sette passi. Al settimo passo, Wolfgang si connette con lei e le chiede perché si sta sposando dato che non ama l'uomo che ha accanto e Kala sviene, senza terminare il matrimonio.
- Guest star: Ari Brickman (Regista), Larry Clarke (Capitano di polizia), Sylvester Groth (Sergei Bogdanow), Alfonso Herrera (Hernando Fuentes), Eréndira Ibarra (Daniela Velázquez), Ness Bautista (Diego Morales), Purab Kohli (Rajan Rasal), Max Mauff (Felix Berner), Peter King Mwania (Silas Kabaka), Natasha Rastogi (Priya Dandekar).
- Altri interpreti: Darshan Jariwala (Manendra Rasal), Huzane Mewawala (Daya Dandekar), Mita Vasisht (Sahana Rasal), Avantika Akerkar (Zia Ina), Kaizad Kotwal (Organizzatore di matrimoni 1), Rajesh Khera (Organizzatore di matrimoni 2), Chichi Seii (Shiro), Gabriel Ouma (Capheus Onyango da bambino), Abel Amunga (Autista di Silas Kabaka), Darrel Gee (Bullo col SUV), Wamiti Hillary (Uomo arrabbiato), Wolfgang Lindner (Guardia del corpo di Sergei Bogdanow), Kay Nam Myung (Istruttore di Sun Bak), Rocío García (Truccatrice caposquadra), Jerónimo Best (Assistente alla regia), Gerardo Albarrán (Don Carlos), Sofía Garza (Figlia di Don Carlos), Alejandro Márquez (Scagnozzo), Alex Henderson (Clete Tamark alias 4K), Celeste M. Cooper (Madre di Clete), Aron Lamar (Membro della gang #1), Antwain Tz F Jones (Membro della gang #2), Brandon M. Blackburn (Membro della gang #3), Sandra Fish (Janet Marks), Mahasin Munir (Lola), D'Lo Srijaerajah (Disney).

## Demoni
- Titolo originale: Demons
- Diretto da: The Wachowskis
- Scritto da: The Wachowskis e J. Michael Straczynski

### Trama
Riley e Will si connettono quando entrambi sono in un pub. Per capire se sono pazzi o è tutto vero, Will telefona a se stesso con il cellulare di Riley e fa rispondere il suo amico Diego, che trova la voce di Riley molto sexy. Appurato che non sono pazzi, Will le chiede se è tutto a posto dato che, quando si sono visti la prima volta, era molto spaventata, e lei lo tranquillizza dicendogli di non preoccuparsi, che ha solo degli amicizie complicate, ma quando arriva a casa dell'amico che la ospita, Nyx la sta aspettando e le chiede dove sono i suoi soldi e la droga. Riley se ne è sbarazzata per paura non ha più nulla, ma Nyx non le crede e cerca di soffocarla, ma Will reagisce per lei salvandola, anche se a Chicago si comporta come un folle che picchia i suoi colleghi. Sun arriva in azienda mentre i controllori del fisco stanno portando via la documentazione che dimostra le appropriazioni indebite del fratello. I giornalisti la attendono e lei dichiara di fronte a tutti di essere l'unica responsabile e si consegna di propria volontà alla giustizia. Le viene negata la cauzione e quando arriva in carcere si connette prima con Lito mentre sta facendo un'intervista e poi con Riley che, nel parco panoramico, piange spaventata per ciò che è appena successo con Nyx e per la voglia di tornare a casa. Si confidano e entrambe ammettono di essere nei guai a causa di crimini causati da altri: Sun per suo fratello e Riley per il suo ex ragazzo che ha rapinato Nyx e ha provato a ucciderlo. Quando Sun chiede a Riley perché non torna a casa in Islanda lei le confida che non può. Quando era piccola un essere del popolo nascosto le ha detto che è maledetta e che se torna in Islanda succederanno cose brutte alle persone al quale vuole bene, ma Sun la sprona a tornare da suo padre. Kala si sveglia contornata dai parenti preoccupati per il suo svenimento. Lei li tranquillizza e si prepara per parlare con Rajan che la attende al piano di sotto, ma appena apre l'armadio per vestirsi, si connette con Wolfgang ancora nudo nel suo letto. Lo incolpa di averle rovinato la vita, e lo reputa un demone inviato dalla Dea, e lui sorride ammiccante alle parole della ragazza mentre la invita a coricarsi accanto a lui ripetendole che ha fatto bene a non sposare un uomo che non ama. Quando scende al piano di sotto si siede impacciata accanto a Rajan dato che crede che voglia annullare il matrimonio, ma lui la ama e vede lo svenimento come qualcosa che rende il matrimonio speciale, un colpo di scena, e non vede l'ora di sposarla e stare per sempre insieme. Capheus si presenta alla villa di Silas per sapere cosa dovrà trasportare e scopre che deve fare l'autista di Amondi, la figlia del boss, malata di leucemia che deve sottoporsi a chemioterapia in una città distante. Silas ha timore che qualche suo nemico sfrutti quegli spostamenti per farle del male e, dato che è la cosa più importante che ha, la affida a Van Damn, ma senza dimenticarsi di minacciarlo nel caso in cui le succedesse qualcosa. Lito e Hernando si allenano sul terrazzo del loro appartamento in Messico, e la passione li prende nello stesso momento in cui Nomi e Amanita si amano nel letto da adolescente di Amanita. Will che si sta allenando in palestra e Wolfgang rilassando in piscina, si connettono agli altri membri della loro cerchia, e vengono travolti anche loro dalla passione.  
- Guest star: Joseph Mawle (Nyx), Purab Kohli (Rajan Rasal), Hye Hwa Kim (Mi-Cha), Lee Ki-chan (Joong-Ki Bak), Kyong Young Lee (Kang-Dae), Alfonso Herrera (Hernando Fuentes), Eréndira Ibarra (Daniela Velázquez), Ness Bautista (Diego Morales), Frank Dillane (Shugs), Nicôle Lecky (Bambie), Peter King Mwania (Silas Kabaka), Rosa Katanu (Amondi Kabaka), Paul Ogola (Jela), Natasha Rastogi (Priya Dandekar), Raúl Méndez (Joaquin Flores).
- Altri interpreti: Irene Azuela (Cristina), Maximilienne Ewalt (Grace), Cedric Young (Amico #1), Danny Goldring (Amico #2), Howie Johnson (Miller), Wanja Götz (Teppista), In Pyo Cha (Avvocato di Sun Bak), Yong Soo Park (Giudice distrettuale), Jun Sung Kim (Procuratore), Jae Hwa Kim (Guardia carceraria), Young Ho Joo (Medico del carcere), Huzane Mewawala (Daya Dandekar), Avantika Akerkar (Zia Ina), Shruti Bapna (Devi), Abel Amunga (Autista di Silas Kabaka), TK Kitana (Venditore ambulante), La Parka Negra (Lottatore #1), Myzteziz  (Lottatore #2), Chessman (Lottatore #3), Electroshock (Lottatore #4), Máscara Año 2000 Jr. (Lottatore #5), El Elegido (Lottatore #6).

## C.F.N.D./Cosa farebbe Nancy Drew?
- Titolo originale: W. W. N. Double D?
- Diretto da: James McTeigue
- Scritto da: The Wachowskis e J. Michael Straczynski

### Trama
Nomi contatta Bugs, un amico fidato, per chiedergli alcuni strumenti utili per hackerare le persone che la stanno inseguendo e, facendo delle ricerche sul Dr. Metzger e l'operazione che voleva farle, scopre che solo un paziente è sopravvissuto al trattamento ed è ora un vegetale. Decide quindi di clonare il telefono del Dr. Metzger per scoprire di più su di lui e, quando scopre che prenderà un aereo che lo porterà fuori città, decide di entrare nella sua casa e clonare il suo computer per scoprire tutto quello che può sull'uomo che voleva lobotomizzarla. Purtroppo il volo del dottore viene cancellato e lui torna a casa scoprendo Nomi e Amanita in casa sua. Jonas fa visita a Nomi, mentre sta discutendo con il Dr. Metzger, e le dice di scappare perché lui è arrivato. Scappano, ma il paziente che il dottore aveva lobotomizzato, uccide Metzger prima di puntarsi la pistola in bocca e spararsi. Sun arriva in cella e fa amicizia con le sue compagne, tutte in carcere a causa di un uomo che ha reso la loro vita un inferno. Durante l'ora di cucito, una sua compagna di cella si offre di insegnarle a cucire. Una ragazza gentile e disponibile, ma anche vittima di una bulla che le lascia le sue cose da cucire per gustarsi le giornate di sole e negandole alla nuova amica di Sun. Daniela invita a cena Lito e Hernando, facendo passare Hernando come la guardia del corpo di Lito, per poter permettere alla coppia di mangiare insieme una cena al ristorante. La serata è elettrizzante e divertente, fino a quando tornano a casa, dove Joaquin li sta aspettando e chiede a Lito di fargli vedere quanto è più bravo a letto in confronto a lui. Daniela cerca il telefono per chiamare la polizia e allontanarlo, ma Joaquin inizia a spintonarla fino a quando non interviene Hernando, ancora in modalità guardia del corpo, e lo sbatte fuori di casa. Tutto sempre risolto, fino al mattino, quando Lito riceve dal cellulare di Daniela, la foto di lui ed Hernando in atteggiamenti intimi, ma Daniela assicura che risolverà tutto con Joaquin, essendo lei l'artefice delle fotografie. Will, grazie al ragazzino che aveva salvato dopo la sparatoria, riesce ad avere informazioni su ciò che è successo la sera in cui Angelica si è uccisa e scopre che un uomo con i capelli bianchi era presente nelle ore che mancano nei filmati e, da quanto racconta il testimone, un uomo che faceva paura da quanto comandava gli uomini insieme a lui e veniva ascoltato. Kala chiede a Ganesha perché le manda delle visioni su un uomo, riferendosi a Wolfgang, e come risposta Wolfgang le dice che agli dei non importa nulla di noi. Si ritrovano a Berlino, sotto la pioggia a bere un caffè e in India sul terrazzo a chiedersi se le loro visioni sono dei miracoli. Parlano di ciò in cui credono e stanno per baciarsi, quando Felix li interrompe per avvisare Wolfgang che Abraham comprerà tutti i diamanti. Il giorno dell'appuntamento con Abraham, Wolfgang si incontra con Felix in negozio. L'amico è preoccupato perché il compratore è svanito. Wolfgang prova a tranquillizzarlo, ma una ragazza bussa alla porta del negozio e chiede aiuto per delle chiavi, ma appena Felix si avvicina per aprirle, il cugino di Wolfgang gli spara e sorride compiaciuto a Wolfgang prima di fuggire.
- Guest star: Raúl Méndez (Joaquin Flores), Alfonso Herrera (Hernando Fuentes), Eréndira Ibarra (Daniela Velázquez), Max Mauff (Felix Berner), Christian Oliver (Steiner Bogdanow), Adam Shapiro (Dottor Metzger), Maximilienne Ewalt (Grace), Ness Bautista (Diego Morales), William Burke (Deshawn), Jerod Haynes (Ludicrous Lincoln), Michael Sommers (Bug), Kristján Kristjánsson (Gunnar), Peter King Mwania (Silas Kabaka), Yoon Yeo-jeong (Min-jung).
- Altri interpreti: Chichi Seii (Shiro), Gabriel Ouma (Capheus Onyango da bambino), Chris Kamau (Nonno di Capheus Onyango), Penina Mwake Mwashegwa (Nonna di Capheus Onyango), Joseph Gachanja (Anziano 1), Antony Ndung'u (Obiri), Rosa Katanu (Amondi Kabaka), Abel Amunga (Autista di Silas Kabaka), Arantza Ruiz (Ragazza fan), Lilja Thorisdottir (Yrsa), Noreen Reardon (Voce aggiuntiva), Kyung Soon Jeong (Guardia carceraria #1), Sara Sohn (Soo-Jin), Son San (Lina), Young Ju Jeong (Ufficiale guardie carcerarie), Hyun Young Park (Prigioniera 630), Hey Ryoung Koo (Progioniera 818), Hye Ryon Lee (Guardia carceraria #2), Alex Henderson (Clete Tamark alias 4K), Antwain Tz F Jones (Membro della gang #2), Brandon M. Blackburn (Membro della gang #3), Edgar Miguel Sanchez (Agente di noleggio), Georg Ebinal (Guardia del corpo di Steiner Bogdanow), Alica Hubiak (Prostituta di Steiner Bogdanow), David Krug (Teppista di Steiner Bogdanow #1), Stanislav Gorelik (Teppista di Steiner Bogdanow #2), Yashvi Nagar (Kala Dandekar da bambina), Zeeshan Nadaf (Tula), Mansi Dovhal (Priya Dandekar da giovane), Tim Lajcik (Niles Bolger), Rocky Capella (Vicino del dottor Metzger), Ari Sigal (Barista), Cathy Fithian (Infermiera nightingale).

## Alla fine saremo tutti giudicati per il coraggio dei nostri cuori
- Titolo originale: We Will All Be Judged by the Courage of Our Hearts
- Diretto da: Dan Glass
- Scritto da: The Wachowskis e J. Michael Straczynski

### Trama
Kala, al cinema con la famiglia, non riesce a ridere come tutti quelli in sala, perché è connessa a Wolfgang e alla sua tristezza per l'amico Felix ferito e in coma. Si unisce a lui al capezzale di Felix e lo ascolta mentre le racconta di come, da piccoli, sono diventati amici fraterni, anche se Wolfgang arrivava da Berlino est. Ripercorrono insieme i momenti in cui Felix lo ha difeso dai bulli della scuola o dallo stesso padre di Wolfgang, senza mai tirarsi indietro, dimostrandosi un vero “fratello” e diventando la sua famiglia. Daniela chiama Lito e lo rassicura che con Joaquin è tutto risolto. Chiede di incontrarli per strada a ora tarda per recuperare le sue cose e, quando Hernando le chiede come sta, lei confessa di aver fatto un accordo con Joaquin: lei lo sposa, e lui non rovinerà la carriera di Lito rendendo pubbliche le fotografie. Vedendo che Lito non fa nulla per salvare l'amica, Hernando capisce che non vuole stare con un uomo che dà più importanza alla carriera che alle persone e decide di lasciarlo. Capheus decide di non voler più lavorare per Silas, ma tornare a guidare il pullman insieme al suo amico Jela ed essere un lavoratore onesto e mentre avvisa la madre della scelta, i Super Power si presentano a casa sua e gli intimano di consegnargli la figlia del signor Kabaka per poter attuare una vendetta personale. La madre di Capheus lo implora di non farlo e tenere lontano la bambina dalle faccende del padre. Sun fa lo sgambetto alla bulla dell'ora di cucito, facendola scoprire dalla guardia e permettendo all'amica Soo-Jin di uscire al sole per dipingere sul muro dei momenti felici. Mentre Sun e Soo-Jin parlano di ciò di cui sentono la mancanza, la bulla arriva in cortile e inizia a lottare contro Sun ferendola. Le guardie intervengono portando le donne nelle celle di isolamento. Will si connette con Nomi che sta facendo delle ricerche sulla BPO e, mentre si scambiano le informazioni, il dottor Milton suona alla porta della madre di Amanita, dove le due donne si stanno nascondendo, e entra con la forza insieme ai suoi uomini. Nomi scappa, ma in strada viene braccata dagli uomini del dottore. Sun, Will e Capheus intervengono, offrendole le proprie conoscenze e la aiutano a scappare. Il padre di Rajan, Manentra Rasal, incontra Kala al tempio per dirle di non sposare il figlio, che sa i dubbi di lei e che, anche secondo lui il matrimonio non dovrebbe farsi. Mentre Manentra spiega a Kala cosa deve fare con il figlio per lasciarlo, viene pugnalato da alcuni fedeli che lo reputano un nemico del tempio e della loro religione.
- Guest star: Alfonso Herrera (Hernando Fuentes), Eréndira Ibarra (Daniela Velázquez), Darshan Jariwala (Manendra Rasal), Chichi Seii (Shiro), Chiron Elias Krase (Felix Berner da bambino), Bernhard Schütz (Anton Bogdanow), Lwanda Jawar (Capo della gang Superpower), Paul Ogola (Jela), Sara Sohn (Soo-Jin), Ness Bautista (Diego Morales), Larry Clarke (Capitano di polizia), Ari Brickman (Regista), Eythor Gunnarsson (Sven).
- Altri interpreti: Raúl Méndez (Joaquin Flores), Gerardo Albarrán (Don Carlos), Sofía Garza (Figlia di Don Carlos), Fabiana Perzabal (Zietta), Jerónimo Best (Assistente alla regia), Kristján Kristjánsson (Gunnar), Son San (Lina), Hey Ryoung Koo (Progioniera 818), Yoon Yeo-jeong (Min-jung), Kyung Soon Jeong (Guardia carceraria 1), Max Mauff (Felix Berner), Lenius Jung (Wolfgang Bogdanow da bambino), Sammy Scheuritzel (Giovane teppista #1), Emil von Schönfels (Giovane teppista #2), Krysteen Savane (Moglie di Jela), Biko Nyongesa (Membro della gang Superpower #2), Derrick Assetto (Membro della gang Superpower #4), Cathy Fithian (Infermiera nightingale), Adam Shapiro (Dottor Metzger), Tim Lajcik (Niles Bolger), Maximilienne Ewalt (Grace), Danton K. Mew (Ufficiale del dipartimento di polizia di San Francisco), Peter Quartaroli (Agente #1), Paul Crawford (Agente #2), Purab Kohli (Rajan Rasal), Natasha Rastogi (Priya Dandekar), Huzane Mewawala (Daya Dandekar), Kaizad Kotwal (Organizzatore di matrimoni #1), Rajesh Khera (Organizzatore di matrimoni #2), David Dobrowski (Detective Zywiec).

## La morte non ti lascia dire addio
- Titolo originale: Death Doesn't Let You Say Goodbye
- Diretto da: The Wachowskis
- Scritto da: The Wachowskis e J. Michael Straczynski

### Trama
Riley ritorna nella grotta dove, quando era piccola, una donna del piccolo popolo le aveva detto che doveva lasciare l'Islanda per non far soffrire le persone che ama. La trova e insieme cantano la ninna nanna che le aveva fatte avvicinare anni prima. È una sensate e spiega a Riley di lavorare per la BPO ma solo per poter salvare i sensate. La mette in guardia su Jonas e Angelica rivelandole che fanno parte dei cacciatori che danno la caccia ai sensate per conto del dottor Milton. Riley decide di andare a vedere suo marito e suo figlio al cimitero. Li saluta e si scusa con loro per essere fuggita dall'Islanda, ma la loro morte è stato un duro colpo. Capheus si connette con lei per aiutarla a superare quel momento doloroso e le racconta di come fosse stato difficile abbandonare la sorellina, ma che fosse la cosa migliore per lei e che la vita è un susseguirsi di "inizio" e "fine". Nel frattempo Jonas si connette con Will e gli spiega che la BPO lo ha imprigionato, ma che non deve preoccuparsi per lui perché al momento è prezioso per loro e gli dice di far allontanare Riley dall'Islanda perché c'è un centro di ricerca della BPO dove chi è entrato non è mai uscito. Nomi si connette con Lito mentre lui è al museo di Diego Rivera, il luogo in cui ha passato il primo giorno insieme a Hernando, e gli parla di Amanita e della sua paura di non poter avere una vita con lei a causa di ciò che sta succedendo. Lito invece le confessa di aver perso Hernando perché interpreta sempre la parte dell'eroe nei film ma nella vita è un codardo e Nomi gli ricorda che la vera violenza non è quella che gli altri fanno a noi, ma quella che noi facciamo a noi stessi.
Dopo la conversazione con Nomi, Lito si dispera nell'appartamento lasciando messaggi nella segreteria a Hernando, ma lui non gli risponde facendolo cadere sempre più in depressione. A Berlino, Sergei Bogdanow, lo zio di Wolfgang, fa visita al nipote mentre è al capezzale di Felix e ammette tra le righe di sapere che è stato lui a rubare i diamanti che voleva suo figlio e lo mette in guardia dicendogli che non vuole dover scegliere tra il nipote e il figlio. A Seul, il padre di Sun le fa visita in prigione e ammette di aver sbagliato, che non riesce più a dormire da quando è stata la figlia è stata arrestata e ha deciso di confessare la verità dato che riconosce in lei la parte migliore della moglie morta e nessuna ditta, onore o altro che ha in vita non è importante quanto lei. In India invece, Kala viene interrogata dalla polizia in relazione all'aggressione di Manentra, ma le domande sembrano incolparla o reputarla colpevole, allora Rajan si intromette e li intima a smettere o chiamerà l'avvocato. Quando la polizia li lascia soli  Kala ammette a Rajan che il padre l'aveva cercata per farle annullare il matrimonio. Rajan la ringrazia per la correttezza e ammette che sapeva che il padre era contrario, ma a lui non importa perché è innamorato di lei e la sua onestà lo ha fatto innamorare ancora di più. La madre di Rajan chiede a Kala se possono pregare insieme dato che lei non prega da molti anni.
- Guest star: Lilja Thorisdottir (Yrsa), Sylvester Groth (Sergei Bogdanow), Purab Kohli (Rajan Rasal), Alfonso Herrera (Hernando Fuentes), Kyong Young Lee (Kang-Dae), Mita Vasisht (Sahana Rasal), Alberto Wolf (Barista).
- Altri interpreti: Eythor Gunnarsson (Sven), Thor Birgisson (Magnus), Katrin Sara Olafsdottir (Riley Blue da bambina), Hye Ryon Lee (Guardia carceraria #2), Sara Sohn (Soo-Jin), Max Mauff (Felix Berner), Maxwell Jenkins (Will Gorski da bambino), Margot Thorne (Sara Patrell), John Babbo (Nomi da bambina), J.D. Rodriguez (Punk #1), Lucas Zumann (Punk #2), Nicholas Siciliano (Punk #3), Chichi Seii (Shiro), Gabriel Ouma (Capheus Onyango da bambino), Magdalene Katana (Sorellina di Capheus), Mukami Njiru (Suora #1), Agatha Gikonyo (Suora #2), Esther Mwangi (Suora #3), Wolfgang Lindner (Guardia del corpo di Sergei Bogdanow), Natasha Rastogi (Priya Dandekar), Darshan Jariwala (Manendra Rasal), Sandesh Kulkarni (Detective #1), Harsh Singh (Detective #2).

## Cosa rende umani?
- Titolo originale: What Is Human?
- Diretto da: The Wachowskis
- Scritto da: The Wachowskis e J. Michael Straczynski

### Trama
A Seul, l'avvocato conferma a Sun che suo padre manterrà la parola che le ha dato e ammetterà la verità rendendola finalmente libera nell'arco di una settimana. Nel frattempo a Berlino, Steiner il cugino di Wolfgang, va a fargli visita in ospedale e, sedendosi sul letto di Felix ancora in coma, minaccia il cugino: o gli restituisce i diamanti o l'amico morirà per una piccola sbadataggine degli infermieri al soldo della sua famiglia. Si incontrano quindi nel luogo pattuito e Wolfgang consegna i diamanti al cugino, che gli chiede come ha fatto a prendere i diamanti dalla cassaforte. Wolfgang confessa di averla scassinata, ma Steiner non gli crede e inizia a picchiarlo. Wolfgang, a terra, prova a prendere la pistola che aveva nascosto sotto la macchina, ma è troppo lontano. Quando sembra non avere più speranza interviene Lito, che con le sue abilità da attore, riesce a prendere tempo con Steiner e avvicinarsi alla macchina per prendere la pistola. Wolfgang uccide gli uomini del cugino e spara con un lancia razzi contro la macchina sul quale il cugino sta scappando. Ringrazia Lito e gli ricorda che, quando si commettono errori, le soluzioni sono due: o si convive o si risolvono. Lito decide quindi liberare Daniela da Joaquin. Iniziano a picchiarsi e Joaquin ha la meglio fino a quando interviene Wolfgang che stende Joaquin  con un pugno e riporta a casa Daniela. Lito va subito da Hernando e gli confessa che lui è la cosa più importante che ha e ha capito l'errore che stava commettendo. Nel frattempo, in India, Kala ammette al padre, Sanyam Dandekar, che Manentra era al tempio per chiederle di annullare il matrimonio con il figlio, e Sanyam le consiglia di dire la verità per non iniziare un matrimonio con una bugia. Jonas parla con Will e lo mette in guardia di non guardare negli occhi il Dr. Milton, detto Whispers, altrimenti lo troverà ovunque e fa capire a Will che Angelica si è uccisa per difenderli proprio da lui. Will, mentre sta andando alla barca dove lo aspetta il padre per festeggiare il 4 luglio, si connette con Riley e, dopo aver ammesso l'importanza di uno per l'altra si baciano. Will la avvisa che deve scappare dall'Islanda perché è pericolosa e lei ammette che anche Yrsa glielo ha detto, ma vuole ancora vedere il concerto del padre. Si connettono tutti a Riley in Islanda e, mentre ascoltano il concerto, ognuno di loro rivive il momento della nascita. A fine concerto, Riley sviene.
- Guest star: Christian Oliver (Steiner Bogdanow), Raúl Méndez (Joaquin Flores), Eréndira Ibarra (Daniela Velázquez), Alfonso Herrera (Hernando Fuentes), In Pyo Cha (Avvocato di Sun Bak).
- Altri interpreti: Kristján Kristjánsson (Gunnar), Eythor Gunnarsson (Sven), Gunnlaugur Torfi Stefansson (Musicista #1), Dean Richard Ferrell (Musicista #2), Gudni Fransson (Conduttore musicale), Thorsteinn Gauti Sigurdsson (Controfigura pianista), Thor Birgisson (Magnus), Max Mauff (Felix Berner), Georg Tryphon (Abraham), Georg Ebinal (Guardia del corpo di Steiner Bogdanow), Alica Hubiak (Prostituta di Steiner Bogdanow), Thomas Hacikoglu (Scagnozzo di Steiner Bogdanow #2), Alberto Wolf (Barista), Hye Ryon Lee (Guardia carceraria #2), Huzane Mewawala (Daya Dandekar), Natasha Rastogi (Priya Dandekar), Purab Kohli (Rajan Rasal), Mita Vasisht (Sahana Rasal), Avantika Akerkar (Zia Ina), Lara Johanna Jonsdottir (Madre di Riley Blue), Dora B. Stephensen (Moglie di Sven), Autumn Teague (Madre di Will Gorski), Mansi Dovhal (Priya Dandekar da giovane), Himanshu Powdwal (Sanyam Dandekar da giovane), Priya Bathija (Zia Ina da giovane), Hye Hwa Kim (Mi-Cha), Sandra Fish (Janet Marks), Urthur Bergsdottir (Irina Bogdanow), Elisabet Osk Vigfusdottir (Levatrice berlinese), Chichi Seeii (Shiro), Anne Kimani (Levatrice di Nairobi), Faith Mwangi (Donna parto), Ishildur Erla Kemp (Piccola Luna).

## Gira quel volante e il futuro cambierà
- Titolo originale: Just Turn the Wheel and the Future Changes
- Diretto da: Tom Tykwer
- Scritto da: The Wachowskis e J. Michael Straczynski

### Trama
Riley è in ospedale e Nomi e Will si connettono per capire come fare ad aiutarla dato che la BPO può scoprire chi è e farle ciò che volevano fare a Nomi. Mentre stanno cercando una soluzione, Bug bussa alla porta portando la soluzione ai loro problemi con l'attrezzatura che hanno confiscato a Nomi.
Will sta accanto a Riley in coma, mentre con l'aiuto di Nomi cerca di nasconderla alla BPO, ma, a causa della connessione con Jonas, Whispers sa di Riley. Nel frattempo in India Kala confessa a Rajan che suo padre non vuole che si sposino e lui ammette che lo sapeva e che non gli importa, vuole sapere se lei è ancora intenzionata a sposarlo dopo tutto quello che è successo. Quando arriva al tempio coloro che hanno pugnalato Manentra la ringraziano per averlo portato al tempio, ma Kala cerca di spiegargli che non vuole la violenza e non è giusto ciò che hanno fatto. Nel mentre in Corea Joong-Ki fa vista a Sun in carcere per dirle che il padre si è suicidato a causa della vergogna, ma Sun sapendo la verità e capendo che è stato lui a ucciderlo, che gli salta addosso e lo picchia fino a quando intervengono le guardie a la chiudono in isolamento. In Kenya Capheus chiede a Jela di tenere Amondi Kabaka mentre lui va nel covo dei Super Power per risolvere le questioni in sospeso. Ma quando arriva il capo della banda gli propone di tagliare la testa a Kabaka, e solo dopo che lo avrà fatto tutte le loro questioni saranno risolte. Sun si connette con lui e sfoga tutta la sua rabbia nei confronti del fratello contro la banda dei Super Power uccidendone una buona parte. Capheus scappa con Silas, ma la banda dei Super Power lo insegue, e grazie all'intervento di Will riesce a portare Silas da sua figlia e salvarsi. 
A Berlino Wolfgang nasconde Felix in un ospedale dove lo zio non può arrivare a vendicarsi e si dirige alla villa di Sergei. Kala cerca di fargli cambiare idea, ma lui le dice che fino a quando non porrà fine a ciò che ha innescato con il furto dei diamanti, nessuno al quale lui tiene sarà al sicuro. 
- Guest star: Lwanda Jawar (Capo della gang Superpower), Peter King Mwania (Silas Kabaka), Paul Ogola (Jela), Kristján Kristjánsson (Gunnar), Lee Ki-chan (Joong-Ki Bak), Purab Kohli (Rajan Rasal), Michael Sommers (Bug), Chandarmohan Khanna (Guru Yash).
- Altri interpreti: Rosa Katanu (Amondi Kabaka), Krysteen Savane (Moglie di Jela), Biko Nyongesa (Membro della gang Superpower #2), Emmanuel Mugo (Membro della gang Superpower #3), Derrick Assetto (Membro della gang Superpower #4), Judy Karani (Fidanzata di Githu), Shabaan Musa (Membro della gang Superpower #7), Wycliffe Omondi (Membro della gang Superpower #10), Antony Gathumbi (Membro della gang Superpower #11), Emmanuel Makani (Membro della gang Superpower #13), Johnson Chege (Scagnozzo della gang Superpower #1), Ezekiel Kang'a (Scagnozzo della gang Superpower #2), Brian Odongo (Scagnozzo della gang Superpower #3), Bryan Mwihandi (Scagnozzo della gang Superpower #4), Samson Odhiambo  (Scagnozzo della gang Superpower #5), Kevin Isaac (Scagnozzo della gang Superpower #6), Trishaan (Adoratore #1), Kavita Amarjeet (Adoratrice #2), Max Mauff (Felix Berner), Matthias Günther (Bandito), Peter Benedict (Medico della clinica), Hye Ryon Lee (Guardia carceraria #2), Mijin Yoo (Guardia carceraria aggiuntiva), Lilja Thorisdottir (Yrsa), Thor Birgisson (Magnus), Thorsteinn Bachman (Medico #1), Tristan Elizabeth Gribbin (Medico #2), Halldora Geirhardsdottir (Infermiera).

## Non posso lasciarla
- Titolo originale: I Can't Leave Her
- Diretto da: The Wachowskis
- Scritto da: The Wachowskis e J. Michael Straczynski

### Trama
Wolfgang comunica a Sergei che suo figlio è morto, facendogli capire che lo ha ucciso. Lo zio reagisce sparandogli, ma lui è più veloce e uccide alcuni dei suoi uomini. Spara anche a Sergei, ma dato che ha il giubbotto antiproiettile non muore e questi spara a Wolfgang, il quale scappa e si connette a Kala per dirle addio, ma lei sfrutta le sue conoscenze chimiche per creare una bomba con delle sostanze che trova nella stanza in cui Wolfgang si è nascosto. Dopo aver fatto esplodere la bomba casalinga, uccidendo chi lo stava braccando, esce dal nascondiglio alla ricerca dello zio. Lo trova e gli confessa di essere lui l'assassino del padre, perché egli era un mostro, come suo zio e come se stesso. Kala vede la scena e Wolfgang le spiega che è giusto che lei sposi Rajan e non si innamori di mostro come lui. Nel frattempo Will arriva in Islanda mentre Riley, rapita dalla BPO, rivive la notte in cui perse il marito e il figlio a causa di un incidente in auto durante una nevicata notturna mentre si dirigevano in ospedale per partorire. Yrsa le dice che deve uccidersi per proteggere la sua cerchia, ma Will la convince a resistere perché sta arrivando a prenderla. Nomi, con le carte di credito del Dr. Metzger, fa avere Will una Porsche 911 Turbo S e riesce a farlo entrare nella struttura hackerando un tesserino. Ma una volta dentro non sa dove hanno portato Riley dato che non è nel sistema. Interviene Lito che riesce a ottenere informazioni da un'infermiera e Sun si connette per combatte contro la sicurezza liberando la strada. Will trova Riley e, con l'aiuto di Kala, riesce a vegliarla. Nel frattempo Whispers tortura Jonas per sapere i piani della cerchia di Will e scopre che vogliono scappare con l'ambulanza che è stata chiamata da qualcuno che lavora nella struttura. Mentre stanno scappando, Will incrocia per errore lo sguardo di Whispers connettendosi a lui. Arrivati all'ambulanza, Capheus li aiuta a metterla in moto e guida fuori dalla struttura, mentre Whispers li segue con l'elicottero. Will prova a seminarlo usando la nebbia della montagna, ma Riley non vuole andarci e ha una forse crisi di panico al ricordo della sera in cui perse il marito e il figlio. Jonas avverte Will che stanno per arrivare gli uomini della BPO e che l'unico modo per salvare la sua cerchia è quello di uccidersi, ma lui si inietta del sedativo e chiede a Riley di salvarlo e di salvare la cerchia. Anche se ancora bloccata dallo shock della perdita della figlia e del marito, Riley riesce a reagire e mentre Sven, con la sua barca, porta Will e Riley lontano dall'Islanda, l'intera cerchia si connette e viaggia lontano dalla BPO. 
- Guest star: Sylvester Groth (Sergei Bogdanow), Bernhard Schütz (Anton Bogdanow), Lilja Thorisdottir (Yrsa), Thor Birgisson (Magnus), Lilja Nott Thorarinsdottir (Assistente chirurgo della BPO), Antoine McKay (Psicologo), Eythor Gunnarsson (Sven).
- Altri interpreti: Maxwell Jenkins (Will Gorski da bambino), Margot Thorne (Sara Patrell), Ness Bautista (Diego Morales), Katrin Sara Olafsdottir (Riley Blue da bambina), Ishildur Erla Kemp (Piccola Luna), Thora Karitas Arnadottir (Donna con la Porsche), Leifur B. Dagfinnsson (Capo della sicurezza della BPO), Jon Stefan Sigurdsson (Guardia di sicurezza della BPO, furgone), Hannes Oli Agustsson (Guardia di sicurezza della BPO, porta), Olafur S.K. Thorvaldz (Guardia di sicurezza della BPO #1), Bjartmar Thordarson (Guardia di sicurezza della BPO #2), Stefan Hallur Stefansson (Guardia di sicurezza della BPO #3), Wolfgang Lindner (Guardia del corpo di Sergei Bogdanow), Jorres Risse (Portiere), Lenius Jung (Wolfgang Bogdanow da bambino), Senta Dorothea Kirschner (Cameriera di Sergei Bogdanow), Alexander Schwarz (Scagnozzo di Sergei Bogdanow #1), Vitali Skrobot (Scagnozzo di Sergei Bogdanow #2), Matthias Günther (Bandito), Joseph Tödtling (Scagnozzo di Steiner Bogdanow #1), Thomas Hacikoglu (Scagnozzo di Steiner Bogdanow #2).